# Michele Bonelli

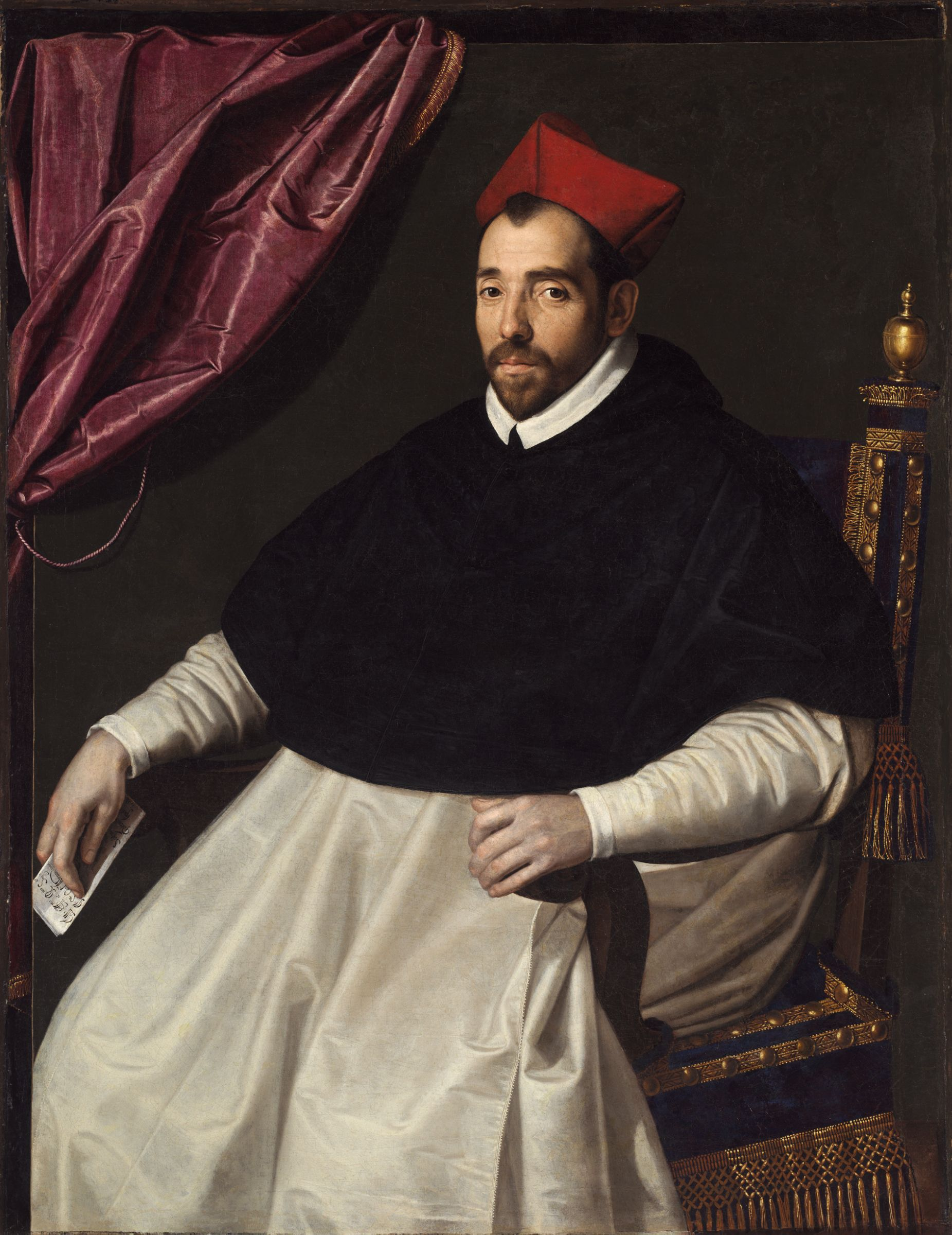
Kardinal Michele Bonelli; Gemälde von Scipione Pulzone

Kardinalswappen

Michele Bonelli OP (* 25. November 1541 in Bosco Marengo als Antonio Bonelli; † 28. März 1598 in Rom) war ein italienischer Kardinal der Römischen Kirche.

## Leben
Antonio Bonelli war der Sohn des aus Alessandria stammenden Marco Bonelli und dessen Ehefrau Domenica de’ Gibertis, einer Nichte des späteren Papstes Pius V., der damit sein Großonkel war. Sein Großneffe war der 1664 ebenfalls zum Kardinal erhobene Carlo Bonelli. Bei seinem Eintritt in den Dominikanerorden erhielt Antonio Bonelli den Ordensnamen Michele. Seine Profess legte er 1559 im Dominikanerkloster Santa Maria sopra Minerva in Rom ab, wo er am Collegium Germanicum studierte. Später wurde er Professor der Theologie in Perugia. Sein Großonkel, Papst Pius V., berief ihn nach Rom.
Im Konsistorium vom 6. März 1566 kreierte dieser Papst ihn zum Kardinal, worauf er am 20. März desselben Jahres  den Kardinalshut empfing und als Kardinalpriester der Titelkirche Santa Maria sopra Minerva installiert wurde. Die Kardinalskreierung erfolgte mit der Erlaubnis, weiterhin den dominikanischen Habit tragen zu dürfen. Im Juni 1568 wurde er Großprior des Souveränen Malteserordens in Rom. Der Papst ernannte ihn am 3. Dezember 1568 zum Kardinalkämmerer, was er bis zum 10. Mai 1570 blieb. Am 18. Juni 1571 wurde er zum Legaten in Spanien und Portugal ernannt. Der Papst erklärte ihn im Konsistorium vom 19. Juni 1571 zu seinem Kardinalnepoten.
Michele Bonelli nahm am Konklave 1572 teil, das Papst Gregor XIII. wählte. Er wurde 1572 Mitglied der Indexkongregation und im folgenden Jahr Mitglied der Konzilskongregation. Gregor XIII. ernannte ihn zum Präfekt der Religiosenkongregation. Vom 7. Januar 1585 bis zum 7. Januar 1587 war Michele Bonelli Kämmerer des Heiligen Kardinalskollegiums. Er war Teilnehmer am Konklave 1585, aus dem Sixtus V. als Papst hervorging. Dieser ernannte ihn zu seinem Generalvikar in Rom und im Kirchenstaat. Am 8. November 1589 optierte er zur Titelkirche San Lorenzo in Lucina. Er wurde Kardinalprotopriester und nahm am ersten Konklave von 1590 teil, das Urban VII. zum Papst wählte. Im Oktober desselben Jahres nahm er am zweiten Konklave von 1590 teil, das Papst Gregor XIV. erwählte.
Am 20. März 1591 optierte Michele Bonelli zur Kardinalsklasse der Kardinalbischöfe und für das suburbikarische Bistum Albano. Die Bischofsweihe spendete ihm am 2. April 1591 in Rom Kardinal Girolamo Bernerio OP, Bischof von Ascoli Piceno; Mitkonsekratoren waren Vincenzo Casali, früherer Bischof von Massa Marittima, und Vincenzo Bonardo OP, Bischof von Gerace. Michele Bonelli nahm am Konklave 1591 teil, das Innozenz IX. als Papst wählte, unter dessen Pontifikat wurde er Präfekt der Kongregation für die Bischöfe und Regularen. Weiterhin war er Teilnehmer des Konklave 1592, aus dem Kardinal Aldobrandini als Papst Clemens VIII. hervorging. Michele Bonelli wurde Präfekt der neugegründeten Kongregation für die Examinierung der Bischöfe. Er unterstützte die Versöhnung zwischen dem Papst und König Heinrich IV. von Frankreich.
Nach siebentägiger Krankheit starb Michele Bonelli am 28. März 1598 in Rom und wurde dort in der Dominikanerkirche Santa Maria sopra Minerva beigesetzt.